# Scoop (film, 2006)
Pour les articles homonymes, voir Scoop.
Pour plus de détails, voir Fiche technique et Distribution.
Scoop est un film américain réalisé par Woody Allen, sorti en France le 1er novembre 2006.

## Synopsis
La mort d'un journaliste de renom, nommé Joe Strombel, provoque un véritable choc en Angleterre. Dans l'au-delà, il entre en contact avec Jane Cook, une secrétaire, qui lui révèle que le légendaire « tueur aux tarots » qui hante Londres depuis plus de dix ans est Peter Lyman (Hugh Jackman), un riche politicien fils d'aristocrates anglais et que c'est lui qui l'a tuée. Joe, après cette nouvelle s'enfuit de l'au-delà pour divulguer ce scoop. À la faveur d'un tour de prestidigitation du grand Splendini, il révèle la véritable identité de Peter Lyman à la jeune Sondra Pransky – étudiante en journalisme – qui se décide à mener sa propre enquête en y entraînant à son corps défendant Sidney Waterman, alias le grand Splendini.

## Fiche technique
- Titre : Scoop
- Réalisation : Woody Allen
- Scénario : Woody Allen
- Production : Letty Aronson pour BBC Films
- Photographie : Remi Adefarasin
- Pays d'origine : États-Unis, Royaume-Uni
- Format : couleurs
- Durée : 96 minutes
- Genre : comédie et fantastique
- Date de sortie : 27 septembre 2006

## Distribution
- Woody Allen (VF : Jean-Luc Kayser) : Sidney Waterman, le grand Splendini
- Scarlett Johansson (VF : Julia Vaidis-Bogard) : Sondra Pransky
- Hugh Jackman (VF : Arnaud Arbessier) : Peter Lyman
- Ian McShane (VF : Bernard Tiphaine) : Joe Strumble, le journaliste décédé
- Romola Garai (VF: Chloé Berthier) : Vivian, l'amie anglaise de Sondra
- Julian Glover : Lord Lyman, le père de Peter
- Charles Dance : M. Malcolm
- Anthony Stewart Head : le détective
- Jody Halse : la machiniste
- Robyn Kerr : un fan de Tinsley
- Caroline Blakiston : Mme Quincy
- Kevin McNally (VF : Antoine Tomé) : Mike Tinsley, l'acteur vedette
- Fenella Woolgar : Jane Cook, la secrétaire de Peter, décédée

 Source et légende : version française (VF) sur RS Doublage, VoxoFilm et AlloDoublage

## Autour du film
- C'est le deuxième film de la trilogie londonienne de Woody Allen, entre Match Point et Le Rêve de Cassandre, ainsi que le deuxième dans lequel il met en scène l'actrice américaine Scarlett Johansson.
- La partition musicale est riche en musique classique : Tchaïkovsky (Le Lac des cygnes, Casse-noisette) et Grieg (Peer Gynt).

## Box-office
Scoop a obtenu un succès commercial modeste, rapportant 40 107 018 $ de recettes mondiales, dont 10 525 717 $ aux États-Unis, pour un budget de production de 10 000 000 $,. Le long-métrage totalise 810 748 entrées en France, 1 018 104 entrées en Espagne, 708 733 entrées en Italie, 75 277 entrées en Suisse, 268 010 entrées en Allemagne et 45 918 entrées en Belgique.